# بهية الحمد
بهية منصور الحمد (ولدت في 1992) هي رامية قطرية وهي أول رياضية قطرية تشارك في الأولمبياد. شاركت في 28 يوليو 2012 في تصفيات منافسات بندقية ضغط الهواء من مسافة عشرة أمتار في الألعاب الأولمبية الصيفية 2012 في لندن بالمملكة المتحدة. وحملت الحمد راية قطر خلال حفل افتتاح الأولمبياد. وشاركت قطر بثلاث رياضيات هن السباحة ندا وفا عركجي والعداءة نور المالكي (100 و200 م) وبهية الحمد. وحازت بهية الحمد الميدالية الفضية في فئة البندقية الهوائية (10 أمتار) ضمن البطولة العربية العاشرة في الكويت في مارس 2012. وفازت الحمد أيضا بثلاث ميداليات ذهبية وميداليتان فضيتان خلال دورة الألعاب العربية 2011 في الدوحة بقطر. ولم تتأهل الحمد إلى الدور النهائي إذ احتلت المركز السابع عشر برصيد 395 نقطة. وحصلت الحمد على لقب «رياضية الموسم الرياضي» لسنة 2011/2010 من قبل اللجنة الأولمبية القطرية. ونالت 5 ميدليات ذهبية في بطولة شباب العرب 2009 في المغرب.

## روابط خارجية
- بهية الحمد على موقع الاتحاد الدولي (الإنجليزية)
- بهية الحمد على موقع أوليمبيديا (الإنجليزية)